# Lavardin (Loir-et-Cher)
Pour les articles homonymes, voir Lavardin.
Lavardin est une commune française située dans le département de Loir-et-Cher en région Centre-Val de Loire. Ses habitants s'appellent les Lavardinoises et les Lavardinois.
La commune fait partie de l'association Les Plus Beaux Villages de France. Elle a également participé à l'émission du Village préféré des Français en 2013, présenté par Stéphane Bern.
Localisée au nord-ouest du département, la commune fait partie de la petite région agricole « les Vallée et Coteaux du Loir », bordée au nord par un coteau raide et au sud par les coteaux en pente douce.
L'occupation des sols est marquée par l'importance des espaces agricoles et naturels qui occupent la quasi-totalité du territoire communal. Plusieurs espaces naturels d'intérêt sont présents dans la commune :  et deux zones naturelles d'intérêt écologique, faunistique et floristique (ZNIEFF). En 2010, l'orientation technico-économique de l'agriculture dans la commune est la culture des céréales et des oléoprotéagineux. À l'instar du département qui a vu disparaître le quart de ses exploitations en dix ans, le nombre d'exploitations agricoles a fortement diminué, passant de 15 en 1988, à 5 en 2000, puis à 0 en 2010.
Avec 183 habitants en 2017, la commune fait partie des 40 communes les plus faiblement peuplées de Loir-et-Cher.
Le patrimoine architectural de la commune comprend six bâtiments portés à l'inventaire des monuments historiques : l'église Saint-Genest, classée en 1862, la maison Florent Tissart, classée en 1930, la maison Perrault, inscrite en 2006, le château de Lavardin, classé en 1945, le pont sur le Loir, inscrit en 1926, et le prieuré Saint-Genest de Lavardin, inscrit en 1926.

## Géographie

### Localisation et communes limitrophes
La commune de Lavardin se trouve au nord-ouest du département de Loir-et-Cher, dans la petite région agricole des Vallée et Coteaux du Loir,. À vol d'oiseau, elle se situe à 37,3 km  de Blois, préfecture du département, à 14,8 km de Vendôme, sous-préfecture, et à 2,1 km de Montoire-sur-le-Loir, chef-lieu du canton de Montoire-sur-le-Loir dont dépend la commune depuis 2015. La commune fait en outre partie du bassin de vie de Montoire-sur-le-Loir.
Les communes les plus proches sont : 
Montoire-sur-le-Loir (2,1 km), Villavard (2,4 km), Saint-Arnoult (3,6 km), Saint-Rimay (3,6 km), Les Roches-l'Évêque (3,7 km), Houssay (4,2 km), Saint-Martin-des-Bois (4,6 km), Sasnières (4,7 km) et Prunay-Cassereau (5,9 km).

### Lieux-dits et écarts
- Les caves blanches ;
- La Grande Métairie ;
- Les Caves des Vierges ;
- Les vignes du Château ;
- La Chalopinière.

### Hydrographie

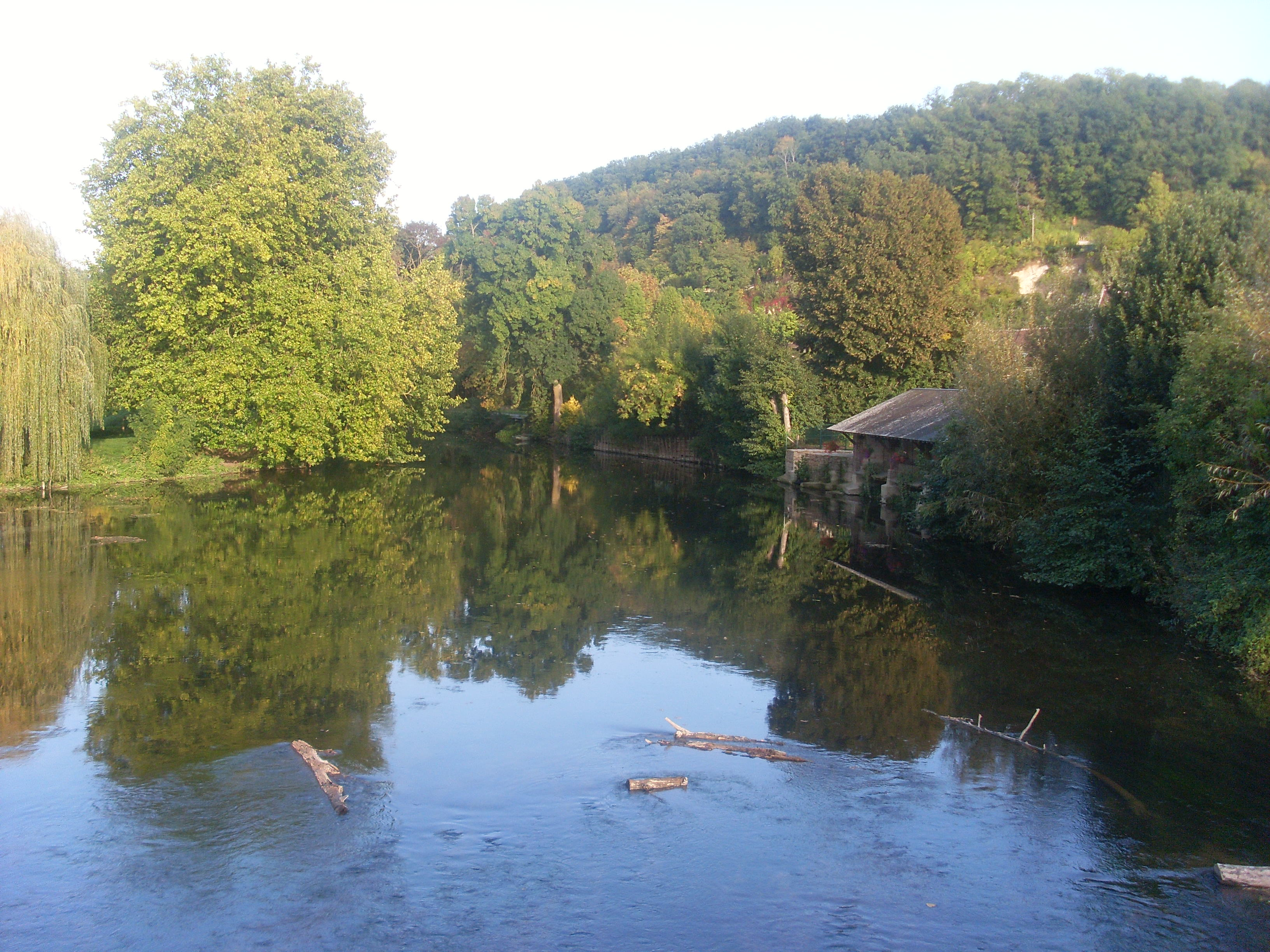
Le Loir

La commune est drainée par le Loir (2,25 km), le Langeron (2,381 km) et par un petit cours d'eau, constituant un réseau hydrographique de 4,87 km de longueur totale.
Le Loir traverse la commune du nord-est vers le sud-ouest. D'une longueur totale de 317,4 km, il prend sa source dans la commune de Champrond-en-Gâtine (Eure-et-Loir) et se jette  dans la Sarthe à Briollay (Maine-et-Loire), après avoir traversé 86 communes. Sur le plan piscicole, ce cours d'eau est classé en deuxième catégorie, où le peuplement piscicole dominant est constitué de poissons blancs (cyprinidés) et de carnassiers (brochet, sandre et perche).

### Climat
Pour des articles plus généraux, voir Climat du Centre-Val de Loire et Climat de Loir-et-Cher.
En 2010, le climat de la commune est de type climat océanique dégradé des plaines du Centre et du Nord, selon une étude du CNRS s'appuyant sur une série de données couvrant la période 1971-2000. En 2020, Météo-France publie une typologie des climats de la France métropolitaine dans laquelle la commune est exposée à un climat océanique altéré et est dans la région climatique Moyenne vallée de la Loire, caractérisée par une bonne insolation (1 850 h/an) et un été peu pluvieux.
Pour la période 1971-2000, la température annuelle moyenne est de 11,1 °C, avec une amplitude thermique annuelle de 14,2 °C. Le cumul annuel moyen de précipitations est de 747 mm, avec 11,6 jours de précipitations en janvier et 6,9 jours en juillet. Pour la période 1991-2020, la température moyenne annuelle observée sur la station météorologique de Météo-France la plus proche, dans la commune de Saunay à 17 km à vol d'oiseau, est de 12,0 °C et le cumul annuel moyen de précipitations est de 657,3 mm,. Pour l'avenir, les paramètres climatiques de la commune estimés pour 2050 selon différents scénarios d'émission de gaz à effet de serre sont consultables sur un site dédié publié par Météo-France en novembre 2022.

### Milieux naturels et biodiversité

#### Zones naturelles d'intérêt écologique, faunistique et floristique
L'inventaire des zones naturelles d'intérêt écologique, faunistique et floristique (ZNIEFF) a pour objectif de réaliser une couverture des zones les plus intéressantes sur le plan écologique, essentiellement dans la perspective d'améliorer la connaissance du patrimoine naturel national et de fournir aux différents décideurs un outil d'aide à la prise en compte de l'environnement dans l'aménagement du territoire. Le territoire communal de Lavardin comprend deux ZNIEFF : 
- les « Coteau de Lavardin et Ravine des Reclusages » (63,62 ha)[18] ;
- les « Pelouses du Piquet » (12,4 ha)[19].

## Urbanisme

### Typologie
Au 1er janvier 2024, Lavardin est catégorisée commune rurale à habitat très dispersé, selon la nouvelle grille communale de densité à sept niveaux définie par l'Insee en 2022.
Elle est située hors unité urbaine. Par ailleurs la commune fait partie de l'aire d'attraction de Montoire-sur-le-Loir, dont elle est une commune de la couronne,. Cette aire, qui regroupe 11 communes, est catégorisée dans les aires de moins de 50 000 habitants,.

### Occupation des sols
L'occupation des sols est marquée par l'importance des espaces agricoles et naturels (96,8 %). La répartition détaillée ressortant de la base de données européenne d'occupation biophysique des sols Corine Land Cover millésimée 2012 est la suivante : 
- forêts (65,2 %) ;
- zones agricoles hétérogènes (15,4 %) ;
- terres arables (11,6 %) ;
- prairies (3,5 %) ;
- zones urbanisées (1 %) ; zones industrielles et commerciales et réseaux de communication (1,7 %) ;
- milieux à végétation arbustive ou herbacée (0,7 %), cultures permanentes (0,6 %), espaces verts artificialisés non agricoles (0,5 %), eaux continentales (0,5 %)[23].

### Planification
La loi SRU du 13 décembre 2000 a incité fortement les communes à se regrouper au sein d'un établissement public, pour déterminer les partis d'aménagement de l'espace au sein d'un SCoT, un document essentiel d'orientation stratégique des politiques publiques à une grande échelle. La commune est dans le territoire du  SCOT des Territoires du Grand Vendômois, approuvé en 2006 et dont la révision a été prescrite en 2017, pour tenir compte de l'élargissement de périmètre,.
En matière de planification, la commune ne disposait pas en 2017 de document d'urbanisme opérationnel et le règlement national d'urbanisme s'appliquait donc pour la délivrance des permis de construire.

### Habitat et logement
Le tableau ci-dessous présente la typologie des logements à Lavardin en 2016 en comparaison avec celle du Loir-et-Cher et de la France entière. Une caractéristique marquante du parc de logements est ainsi une proportion de résidences secondaires et logements occasionnels (25,2 %) supérieure à celle du département (18 %) et à celle de la France entière (9,6 %). Concernant le statut d'occupation de ces logements, 83,5 % des habitants de la commune sont propriétaires de leur logement (86,0 % en 2011), contre 68,1 % pour le Loir-et-Cher et 57,6 pour la France entière.
|                                                         | Lavardin | Loir-et-Cher | France entière |
| ------------------------------------------------------- | -------- | ------------ | -------------- |
| Résidences principales (en %)                           | 62,2     | 74,5         | 82,3           |
| Résidences secondaires et logements occasionnels (en %) | 25,2     | 18           | 9,6            |
| Logements vacants (en %)                                | 12,6     | 7,5          | 8,1            |

### Risques majeurs
Le territoire communal de Lavardin est vulnérable à différents aléas naturels : inondations (par débordement du Loir ou par ruissellement), climatiques (hiver exceptionnel ou canicule), mouvements de terrains ou sismique (sismicité très faible).
Il est également exposé à un risque technologique :  le transport de matières dangereuses,.

#### Risques naturels

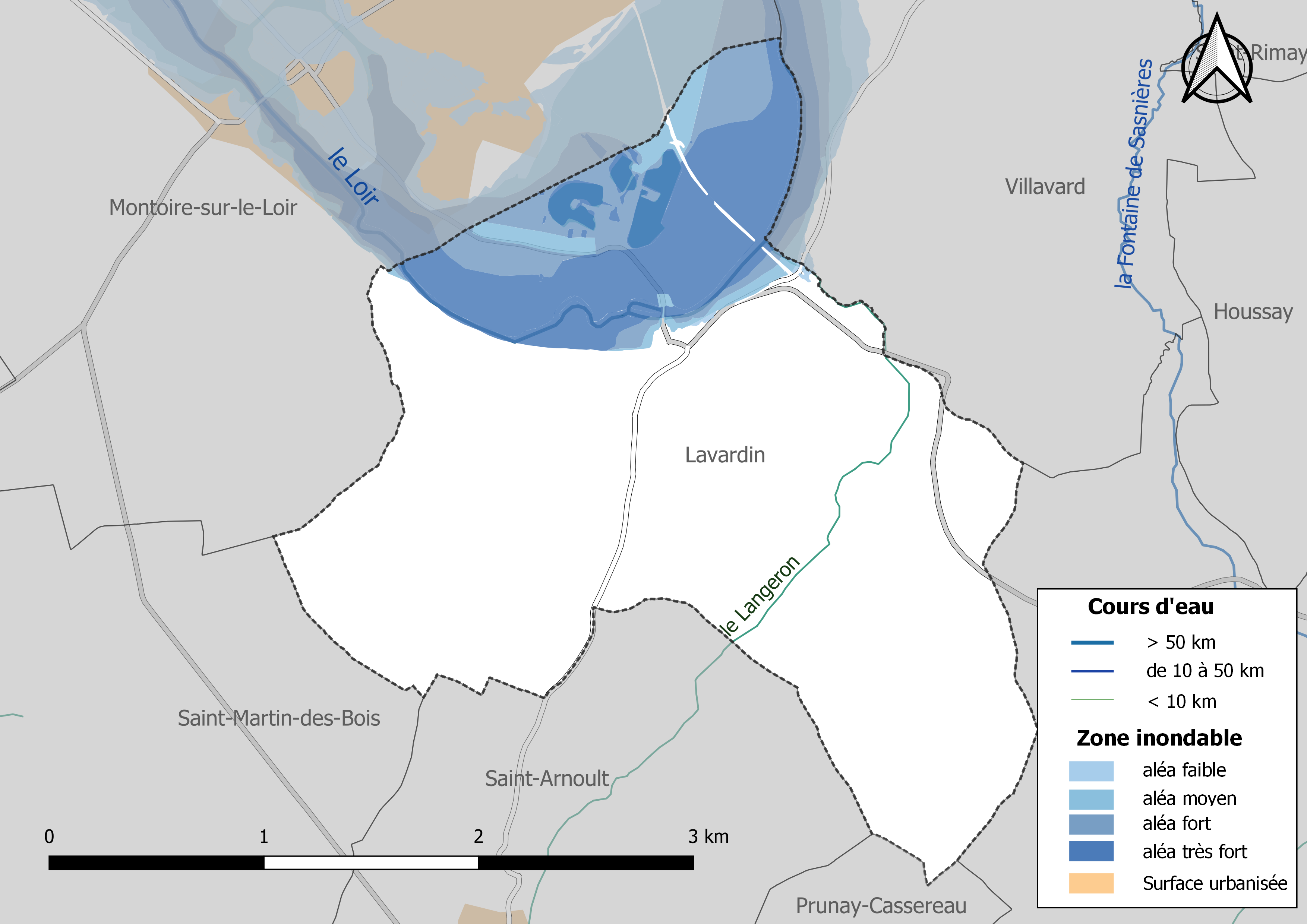
Zones inondables de la commune de Lavardin.

Les mouvements de terrains susceptibles de se produire dans la commune sont soit liés au retrait-gonflement des argiles, soit des chutes de blocs, soit des glissements de terrains, soit des effondrements liés à des cavités souterraines. Le phénomène de retrait-gonflement des argiles est la conséquence d'un changement d'humidité des sols argileux. Les argiles sont capables de fixer l'eau disponible mais aussi de la perdre en se rétractant en cas de sécheresse. Ce phénomène peut provoquer des dégâts très importants sur les constructions (fissures, déformations des ouvertures) pouvant rendre inhabitables certains locaux. La carte de zonage de cet aléa peut être consultée sur le site de l'observatoire national des risques naturels Georisques. Une autre carte permet de prendre connaissance des cavités souterraines localisées dans la commune.
Les crues du Loir sont moins importantes que celles de la Loire, mais elles peuventprovoquer des dégâts importants. Les crues historiques sont celles de 1665 (4 m à l'échelle de Vendôme), 1784 (2,84 m), 1961 (2,90 m) et 2004 (2 m). Le débit maximal historique est de 256 m3/s et caractérise une crue de retour cinquantennal. Le risque d'inondation est pris en compte dans l'aménagement du territoire de la commune par le biais du Plan de prévention du risque inondation (PPRI) du Loir.

#### Risques technologiques
Le risque de transport de marchandises dangereuses dans la commune est lié à sa traversée par une canalisation de transport de gaz. Un accident se produisant sur une telle infrastructure est en effet susceptible d'avoir des effets graves au bâti ou aux personnes jusqu'à 350 m, selon la nature du matériau transporté. Des dispositions d'urbanisme peuvent être préconisées en conséquence.

## Histoire

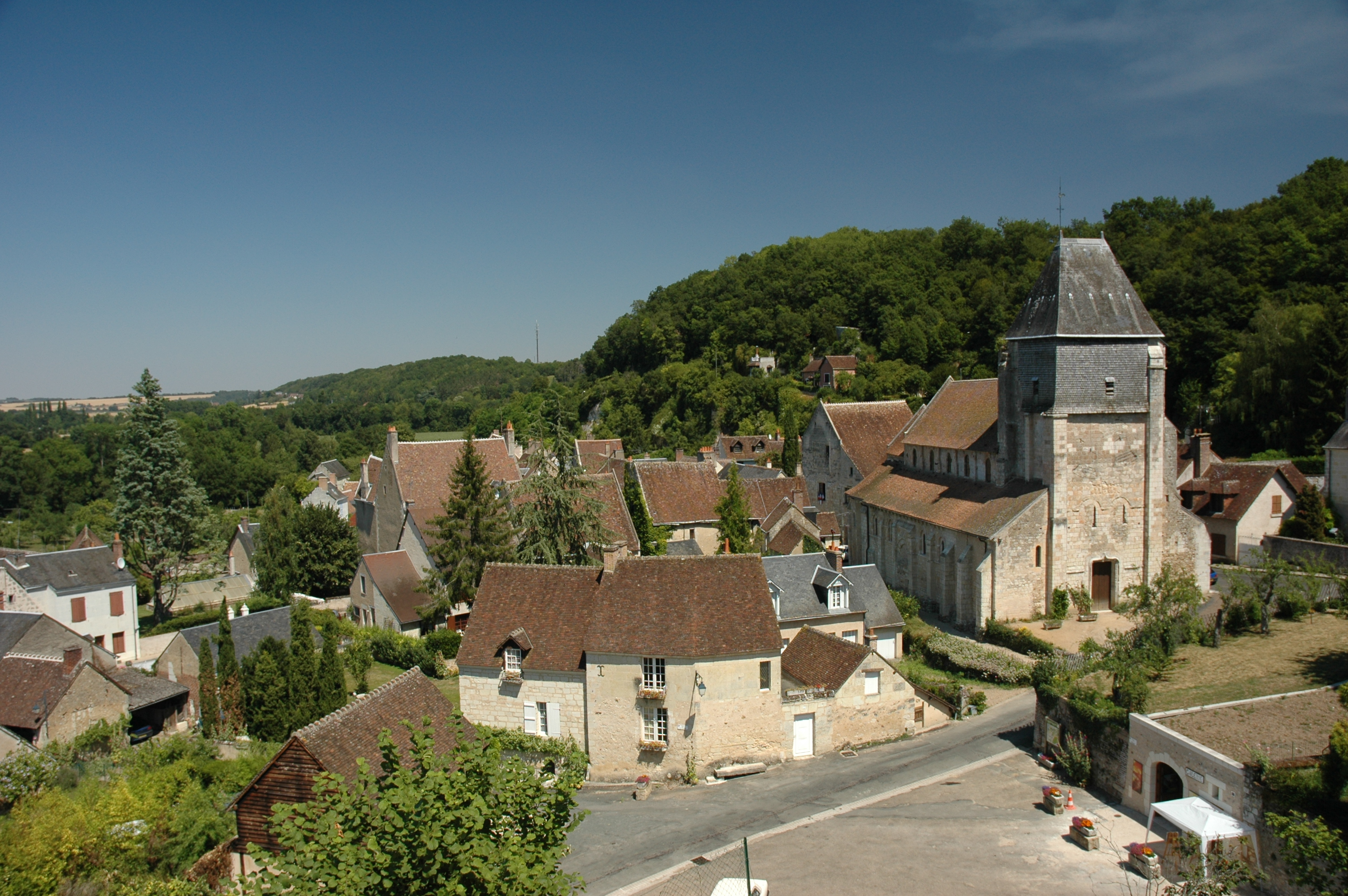
le village vu depuis le château

L'occupation du site de Lavardin remonte à la Préhistoire car les fouilles montrent la présence de haches, flèches, et outils du Néolithique. Habité par des Gaulois, le site fortifié de Labricinum, est devenu un village gallo-romain, comme l'attestent les traces d'un temple de Mercure.
Vers la fin du VIIe siècle, la région se christianise sous l'impulsion de Richemer, un moine de Tours. Celui s'installe d'abord à proximité du château primitif, Turris dominica, la Tour du Seigneur avant de fonder un ermitage plus loin, donnant ainsi son nom à la commune de Saint-Rimay. Cependant, c'est saint Julien, que les chroniques citent comme le premier fondateur d'une église.
Lavardin se fortifie à la fin du Xe siècle dans le cadre d'une ligne de fortification édifiée dans la vallée du Loir pour lutter contre les Normands selon la volonté de Charles le Chauve. Le comte de Vendôme, Bouchard cède alors  cette place forte au comte d'Anjou Foulques Nerra. Un des vassaux du comte d'Anjou, Hugues d'Amboise, filleul d'Hugues Capet, entre en possession de cette forteresse et de cette seigneurie à la fin du Xe siècle en épousant l'héritière.
Son neveu Salomon fonde en 1030 le prieuré Saint-Gildéric. Au XIe siècle, son successeur Hervé de Beaugency (appelé par la suite de Lavardin) ou Salomon II son petit-fils fait construire dans cette forteresse le premier donjon de pierre permettant de protéger les paysans de la seigneurie. Ceux-ci vivaient hors temps de guerre dans les grottes creusées à même la roche. En effet, pendant plusieurs décennies la Seigneurie de Lavardin est en guerre avec celle de Montoire. C'est pendant une bataille entre Hamelin de Montoire et Aimeric de Lavardin  dans la plaine de Villavard que se fonde la légende à l'origine du pèlerinage de la Vierge Noire de Villavard.
Durant la guerre que se livraient Henri II d'Angleterre et Philippe Auguste, Richard Cœur de Lion vint mettre, en 1188, le siège du château de Lavardin. Le roi de France vint prêter main-forte aux milices de Montoire et de Lavardin qui se sont alliés, obligent les troupes anglaises à lever le siège, Ceci est d'autant plus bizarre, car Philippe et Richard étaient des alliés contre Henri II depuis 1187, ce dernier faisant hommage au roi de France en novembre 1188, (en partageant même son lit) avant de partir en croisade.
Vers 1380, Jean VII, comte de Vendôme lance la reconstruction du château. Son petit-fils le comte Jean VIII accueille en  1448 le roi Charles VII et Agnès Sorel. Ce comte a terminé la restauration du château. Depuis Lavardin, le roi gère la reconquête du Mans - qui tombe le 15 mars - et y signe une  trêve « la trêve de Lavardin » avec les Anglais. S'ensuivent des fêtes dans tout le château et dans toute la ville (la population de Lavardin était à l'époque bien plus importante qu'aujourd’hui).
Une légende raconte que se serait à Lavardin que le roi Charles VII aurait offert à Agnès Sorel les premiers diamants de France.
Le comte de Vendôme disgracié par Louis XI fait du château de Lavardin sa dernière demeure, y mourant en 1477. Une histoire raconte que ce dernier serait mort d’une lettre empoisonnée envoyée par Louis XI. Mais ceci ne relève que de « on dit ».
En 1516 la peste ravage Vendôme par conséquent les moines de la collégiale Saint-Georges se retirent au village de Rocé qui à son tour sera touché par la maladie. À la suite de cela ils se retireront à Lavardin, protégés par le château ; la peste ne les atteignit pas en cet endroit.
En 1581, plus de 300 habitants seraient victimes d'une épidémie de peste (le nombre de victimes permet de supposer la population à 900/1000 habitants environ, puisque la peste anéantissait un tiers de la population d’une ville environ) avant de se retrouver dans les conflits entre protestants et ligueurs. En 1590 le prince de Conti, au nom de Henri IV, fait le siège de la garnison catholique de Lavardin . Ce siège durera trois semaines. Les assiégés durent se rendre a cause d’un brèche faite à l'arrière du château (derrière le donjon). C'est à la suite de cette prise que le château est démantelé (1591) et que les pierres servirent  aux habitants pour leurs constructions . Le domaine fut vendu et oublié pendant des siècles.

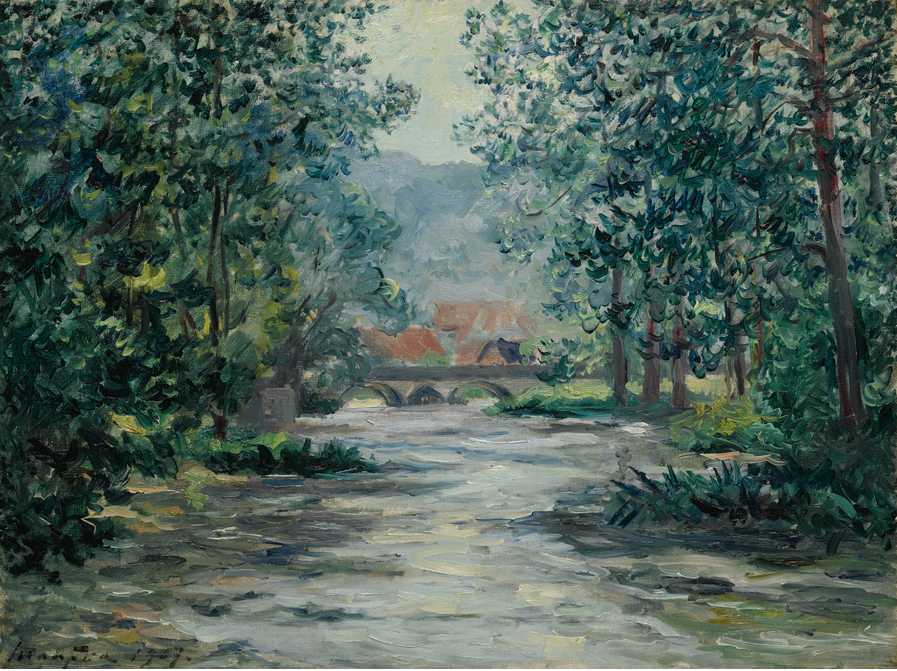
Les Courants du Loir, Lavardin
Maxime Maufra, 1917
Collection privée, vente 2017.

Au XIXe siècle, Napoléon III envisage de faire reconstruire le château par Eugène Viollet-le-Duc, mais il lui préfère celui de Pierrefonds. Lors de la guerre de 1870, le génie militaire fit sauter trois arches du pont pour bloquer les ennemis et les Allemands pillèrent le village. Le pont est rétabli par les troupes de Von Moltke.

## Politique et administration

### Découpage territorial
La commune de Lavardin est membre de la Communauté d'agglomération Territoires Vendômois, un établissement public de coopération intercommunale (EPCI) à fiscalité propre créé le 1er janvier 2017.
Elle est rattachée sur le plan administratif à l'arrondissement de Vendôme, au département de Loir-et-Cher et à la région Centre-Val de Loire, en tant que circonscriptions administratives. Sur le plan électoral, elle est rattachée au canton de Montoire-sur-le-Loir depuis 2015 pour l'élection des conseillers départementaux et à la troisième circonscription de Loir-et-Cher pour les élections législatives.

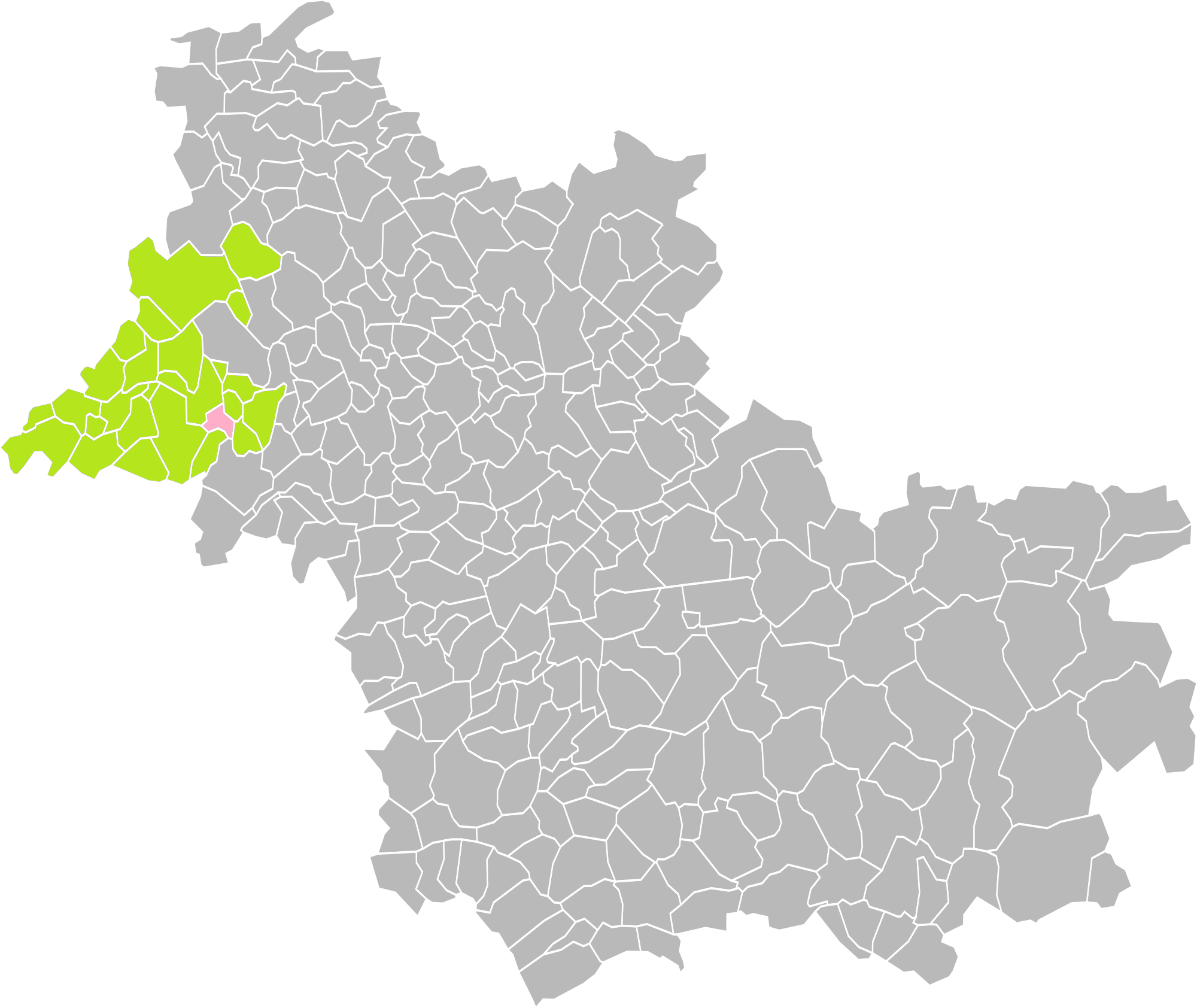
Lavardin dans l'intercommunalité en 2016.
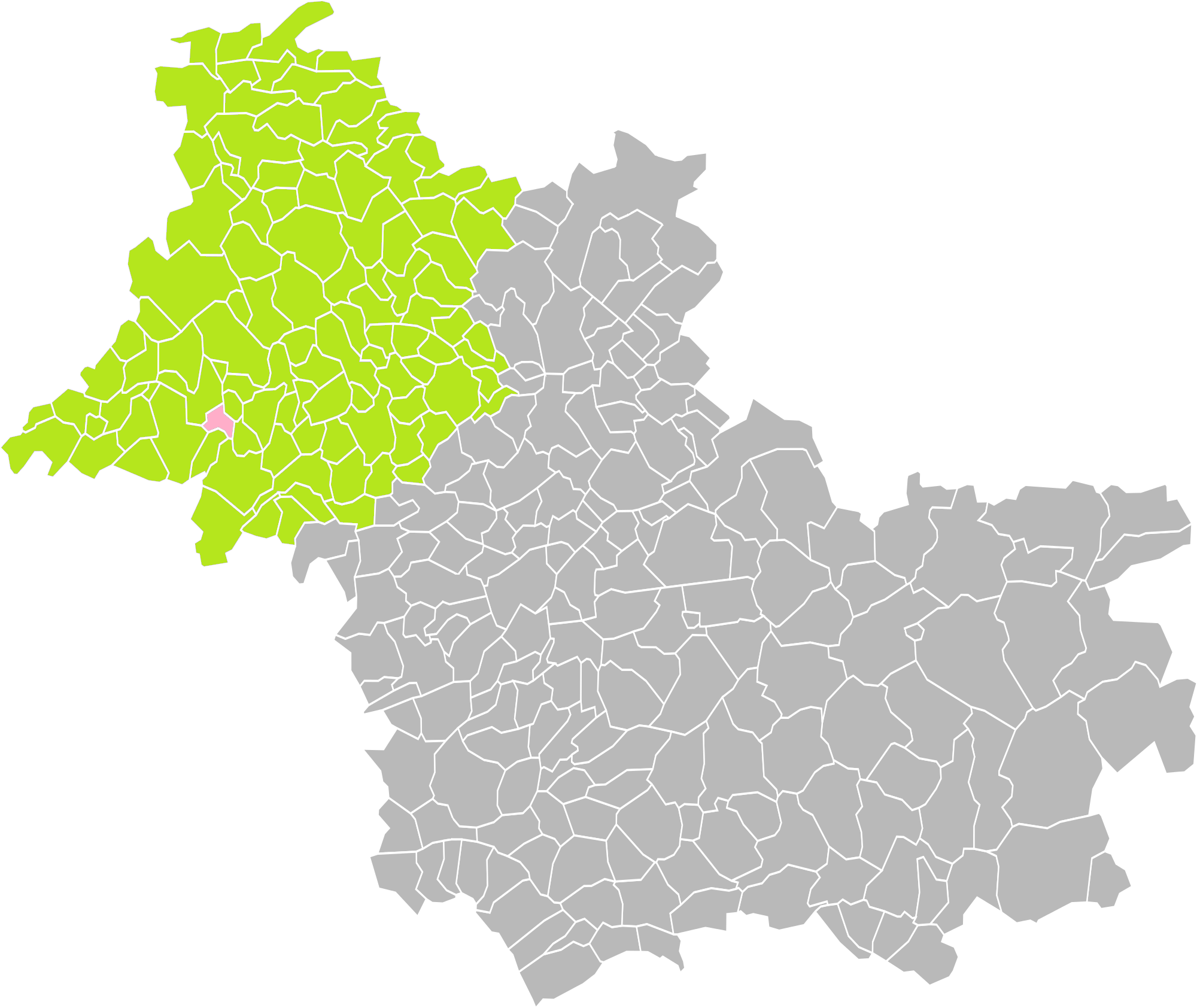
Lavardin dans l'arrondissement de Vendôme en 2016.
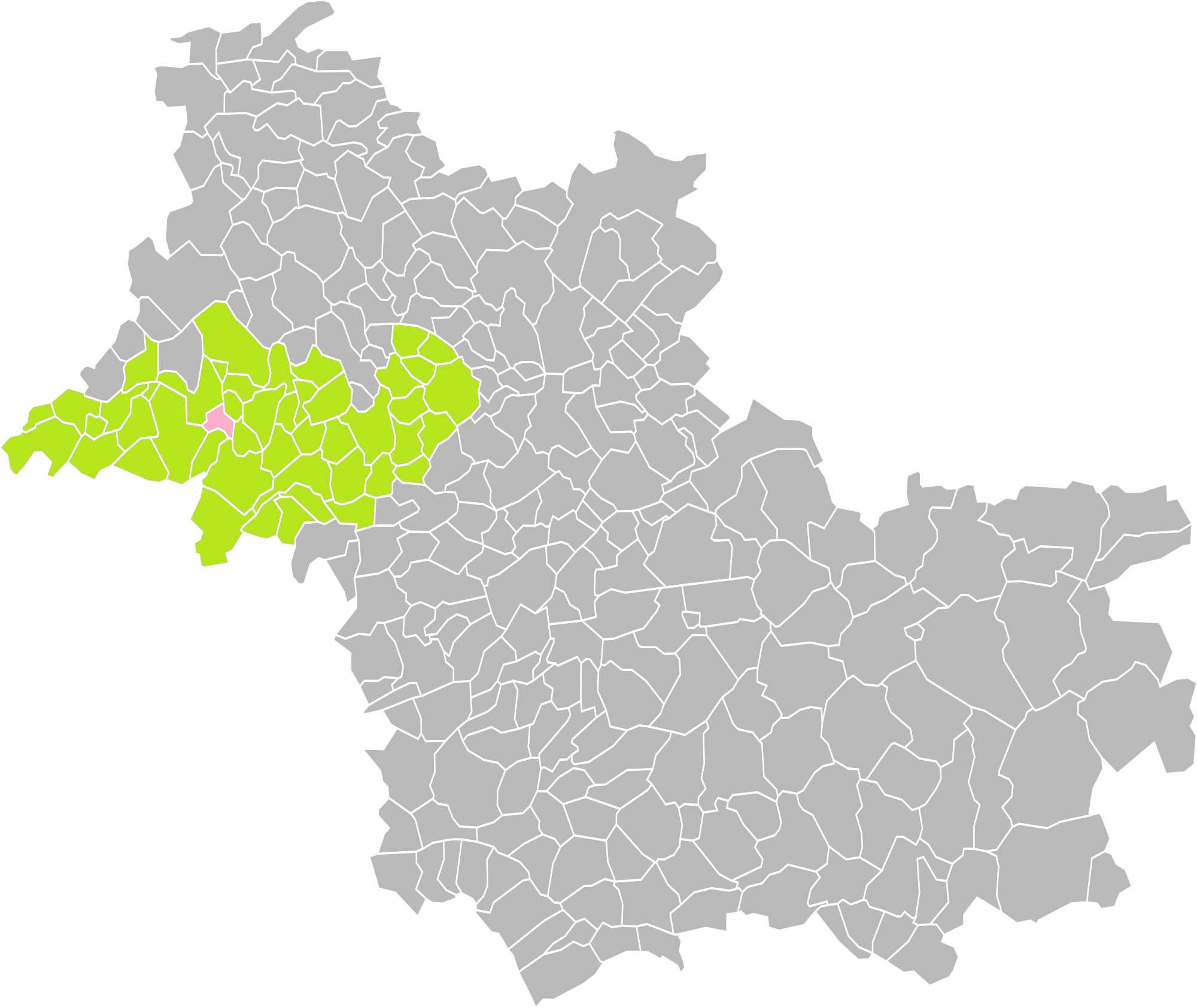
Lavardin dans le canton de Montoire-sur-le-Loir en 2016.

### Politique et administration municipale

#### Conseil municipal et maire
Le conseil municipal de Lavardin, commune de moins de 1 000 habitants, est élu au scrutin majoritaire plurinominal avec listes ouvertes et panachage. Compte tenu de la population communale, le nombre de sièges au conseil municipal est de 11. Le maire, à la fois agent de l'État et exécutif de la commune en tant que collectivité territoriale, est élu par le conseil municipal au scrutin secret lors de la première réunion du conseil suivant les élections municipales, pour un mandat de six ans, c'est-à-dire pour la durée du mandat du conseil.
| Période                                  | Période  | Identité                    | Étiquette | Qualité                                        |
| ---------------------------------------- | -------- | --------------------------- | --------- | ---------------------------------------------- |
| 1790                                     | an II    | Lelennier                   |           | Curé, puis maire                               |
| an II                                    | an V     | Davau                       |           | Maire                                          |
| an V                                     | an X     | Lelennier                   |           | Officier public et agent municipal, puis maire |
| an X                                     | 1817     | Davau                       |           | Adjoint, puis maire                            |
| 1817                                     | 1825     | Souriau                     |           | Maire                                          |
| 1825                                     | 1832     | Jean-Baptiste Valin         |           | Maire                                          |
| 1832                                     | 1834     | André Souriau               |           | Maire                                          |
| 1834                                     | 1845     | Jean Barbier                |           | Maire                                          |
| 1845                                     | 1855     | Jean Bourdilleau            |           | Adjoint, puis maire                            |
| 1855                                     | 1871     | Jean Barbier                |           | Maire                                          |
| 1871                                     | 1876     | André Tardif                |           | Maire                                          |
| 1876                                     | 1881     | André Tremblay-Davau        |           | Maire                                          |
| 1881                                     | 1886     | Laurent-Adolphe Juvet       |           | Maire                                          |
| 1886                                     | 1892     | Louis Desprez               |           | Maire                                          |
| 1892                                     | 1899     | Henri Faye                  |           | Avocat à Tours, maire                          |
| 1899                                     |          | Auguste Gatien              |           | Maire                                          |
|                                          |          | Remi Perrault (1908-1994)   |           | Maire                                          |
| 1994                                     | 2001     | Pierre Chavigny (1934-2011) |           | Maire                                          |
| 2001                                     | 2008     | Gérard Allaire (1945-2021)  |           | Adjoint puis maire                             |
| mars 2008                                | 2014     | Hubert Bretheau             |           | Maire                                          |
| 2014                                     | En cours | Thierry Fleury              |           |                                                |
| Les données manquantes sont à compléter. |          |                             |           |                                                |

### Politique environnementale
Dans son palmarès 2016, le Conseil National des Villes et Villages Fleuris de France a attribué deux fleurs à la commune au Concours des villes et villages fleuris.

## Population et société

### Démographie

#### Évolution démographique
L'évolution du nombre d'habitants est connue à travers les recensements de la population effectués dans la commune depuis 1793. Pour les communes de moins de 10 000 habitants, une enquête de recensement portant sur toute la population est réalisée tous les cinq ans, les populations de référence des années intermédiaires étant quant à elles estimées par interpolation ou extrapolation. Pour la commune, le premier recensement exhaustif entrant dans le cadre du nouveau dispositif a été réalisé en 2008.

En 2022, la commune comptait 178 habitants, en évolution de −3,78 % par rapport à 2016 (Loir-et-Cher : −1,15 %, France hors Mayotte : +2,11 %).
| 1793 | 1800 | 1806 | 1821 | 1831 | 1836 | 1841 | 1846 | 1851 |
| ---- | ---- | ---- | ---- | ---- | ---- | ---- | ---- | ---- |
| 477  | 438  | 440  | 473  | 538  | 552  | 534  | 471  | 497  |

| 1856 | 1861 | 1866 | 1872 | 1876 | 1881 | 1886 | 1891 | 1896 |
| ---- | ---- | ---- | ---- | ---- | ---- | ---- | ---- | ---- |
| 459  | 433  | 421  | 410  | 416  | 443  | 470  | 455  | 387  |

| 1901 | 1906 | 1911 | 1921 | 1926 | 1931 | 1936 | 1946 | 1954 |
| ---- | ---- | ---- | ---- | ---- | ---- | ---- | ---- | ---- |
| 394  | 351  | 352  | 359  | 345  | 342  | 350  | 322  | 273  |

| 1962 | 1968 | 1975 | 1982 | 1990 | 1999 | 2006 | 2008 | 2013 |
| ---- | ---- | ---- | ---- | ---- | ---- | ---- | ---- | ---- |
| 293  | 268  | 222  | 256  | 245  | 262  | 223  | 217  | 195  |

| 2018 | 2022 | - | - | - | - | - | - | - |
| ---- | ---- | - | - | - | - | - | - | - |
| 180  | 178  | - | - | - | - | - | - | - |

#### Pyramide des âges
La population de la commune est relativement âgée.
En 2018, le taux de personnes d'un âge inférieur à 30 ans s'élève à 17,2 %, soit en dessous de la moyenne départementale (31,3 %). À l'inverse, le taux de personnes d'âge supérieur à 60 ans est de 42,8 % la même année, alors qu'il est de 31,6 % au niveau départemental.
En 2018, la commune comptait 89 hommes pour 91 femmes, soit un taux de 50,56 % de femmes, légèrement inférieur au taux départemental (51,45 %).
Les pyramides des âges de la commune et du département s'établissent comme suit.
| Hommes | Classe d’âge | Femmes |
| ------ | ------------ | ------ |
| 3,4    | 90 ou +      | 1,1    |
| 11,2   | 75-89 ans    | 18,7   |
| 28,1   | 60-74 ans    | 23,1   |
| 27,0   | 45-59 ans    | 27,5   |
| 12,4   | 30-44 ans    | 13,2   |
| 4,5    | 15-29 ans    | 3,3    |
| 13,5   | 0-14 ans     | 13,2   |

| Hommes | Classe d’âge | Femmes |
| ------ | ------------ | ------ |
| 1,1    | 90 ou +      | 2,6    |
| 9,2    | 75-89 ans    | 11,9   |
| 19,7   | 60-74 ans    | 20,4   |
| 20,7   | 45-59 ans    | 20     |
| 16,5   | 30-44 ans    | 16,2   |
| 15,2   | 15-29 ans    | 13,2   |
| 17,6   | 0-14 ans     | 15,7   |

## Culture locale et patrimoine

### Lieux et monuments
Lavardin est classée parmi les plus beaux villages de France, grâce aux ruines de son château médiéval, à son église à fresques, à ses maisons (la maison Perrault – une maison gothique –, l'ancien prieuré Saint-Genest, devenu mairie, la maison Florent Tissart, de style Renaissance) et à son pont ancien. Le village a été fréquenté par des peintres connus autour de 1900, notamment le montoirien Busson, le Blésois Sauvage et le peintre parisien Henri Vergnolet (qui signait aussi sous le nom de Tony Vergnolet), par Micheline Masse (1932-2017) vers 1970.

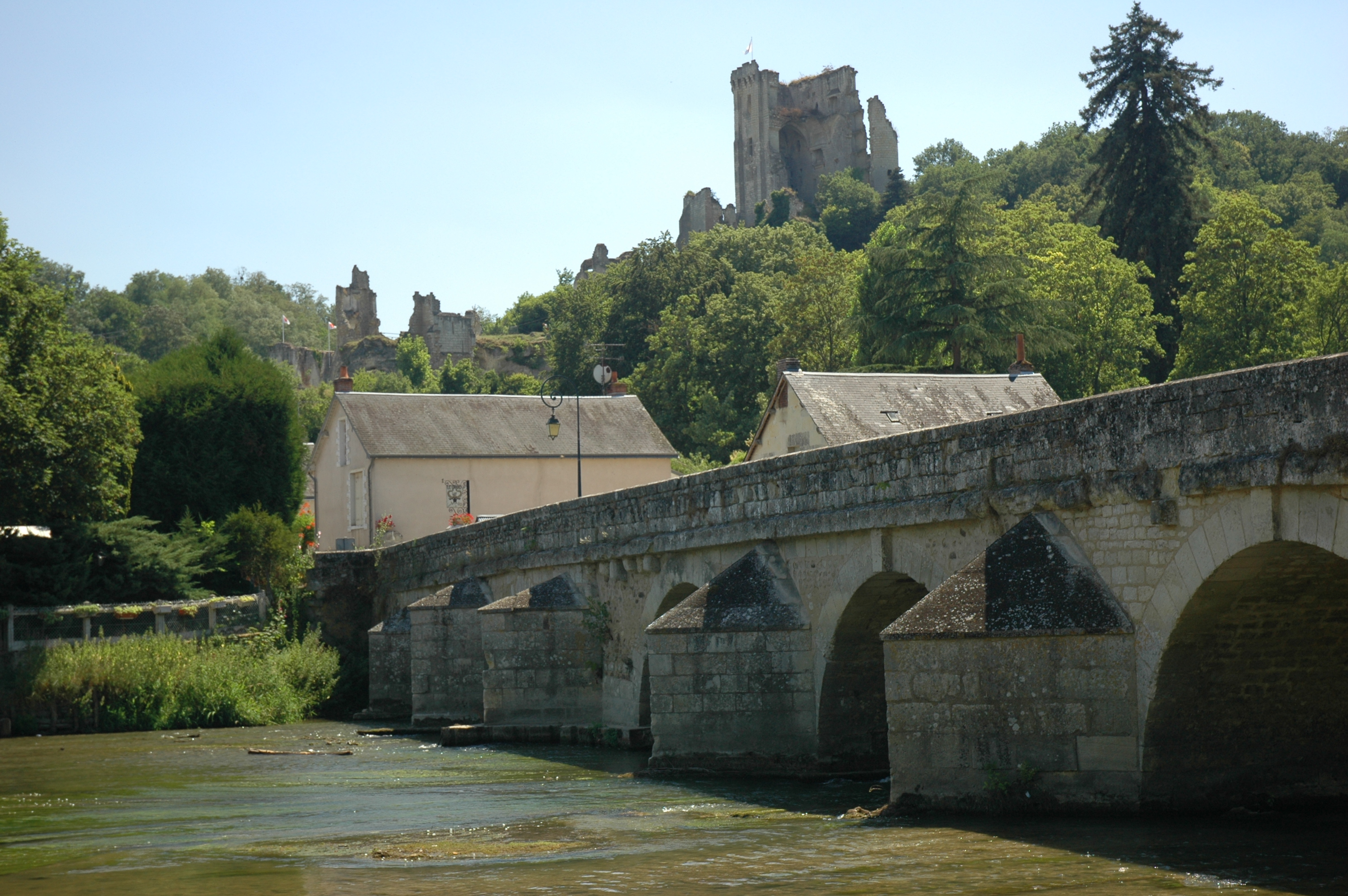
Le pont sur le Loir.
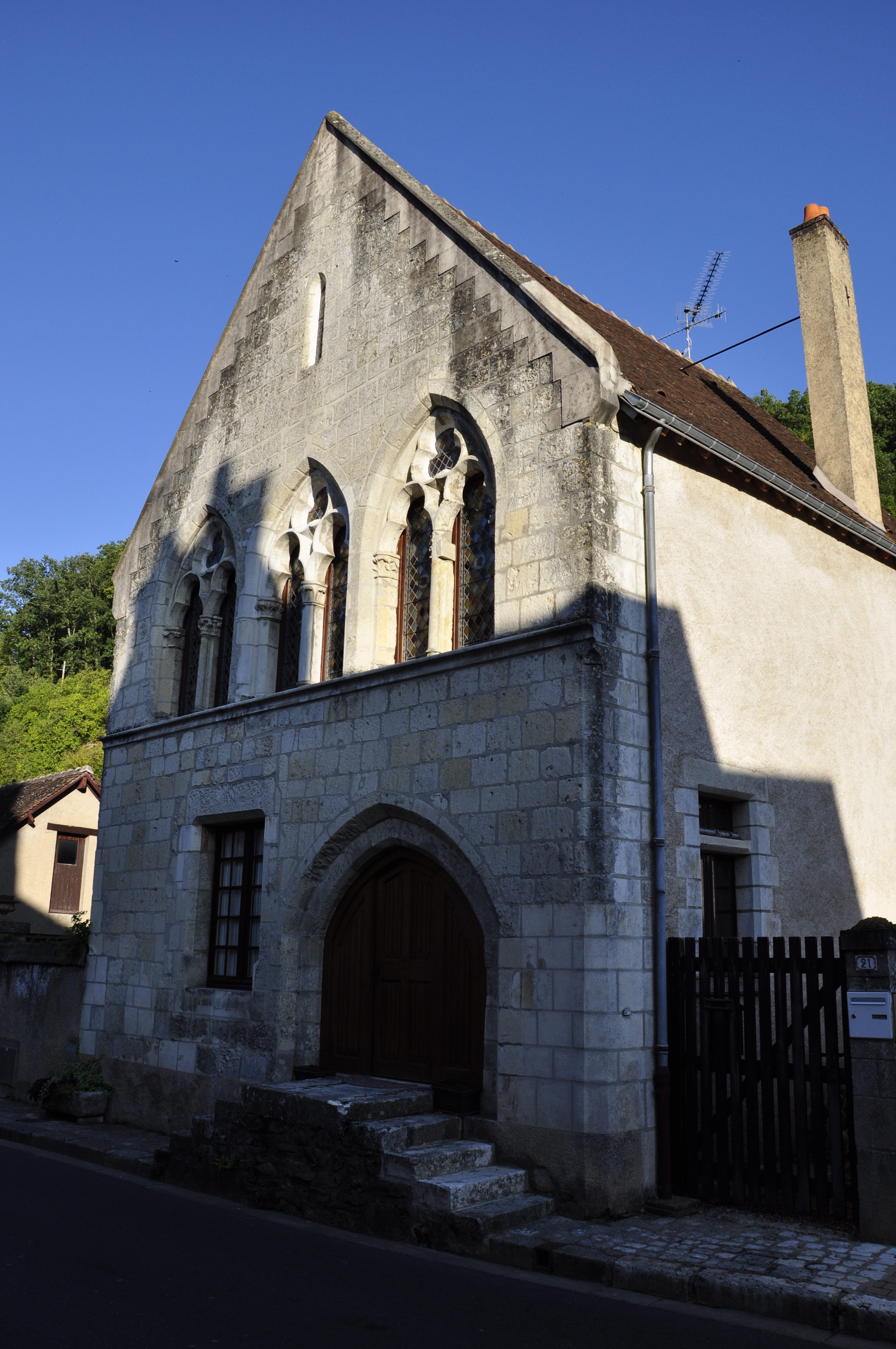
La maison Perrault.
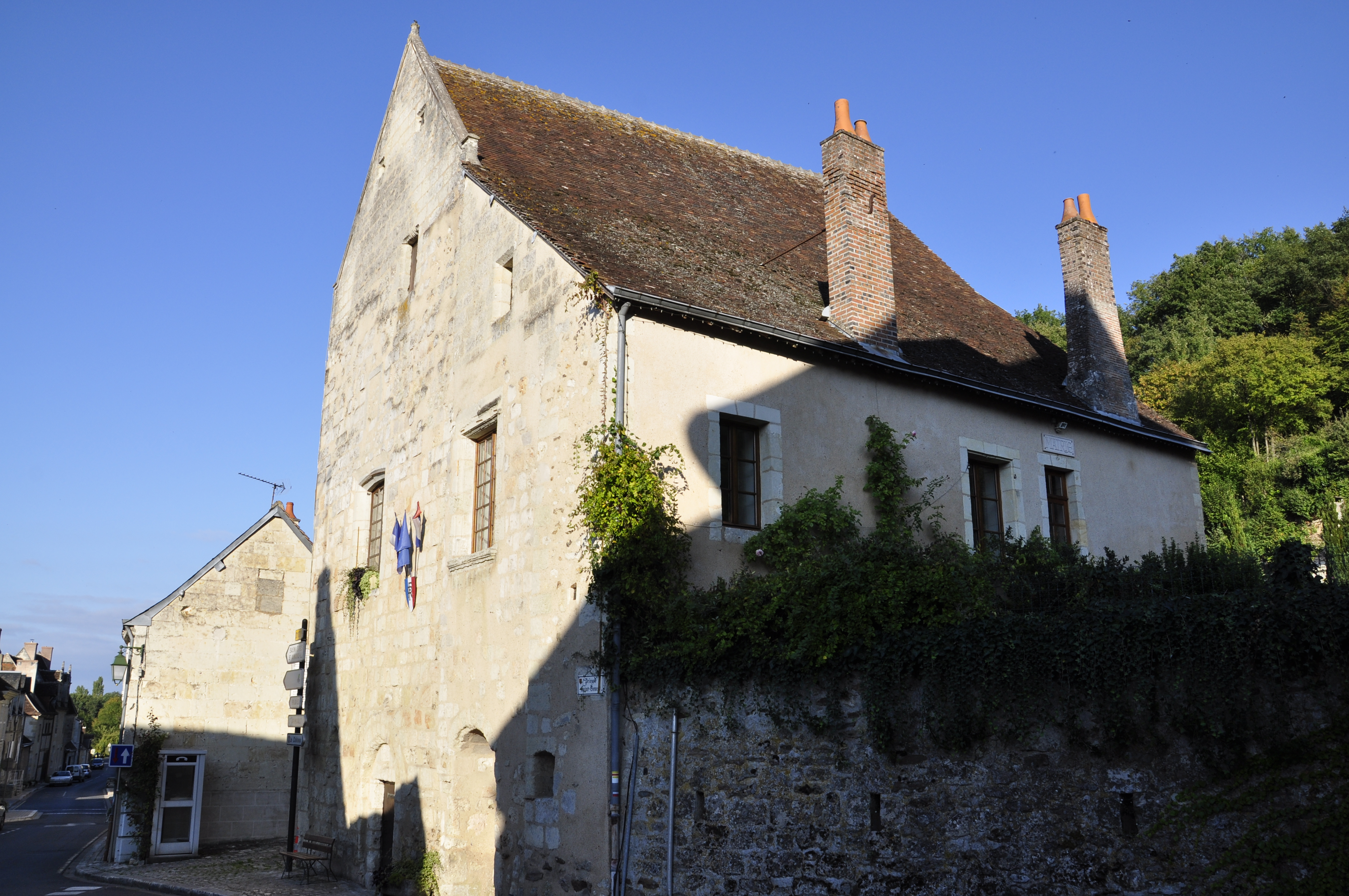
Le prieuré Saint-Genest (presbytère, puis mairie).
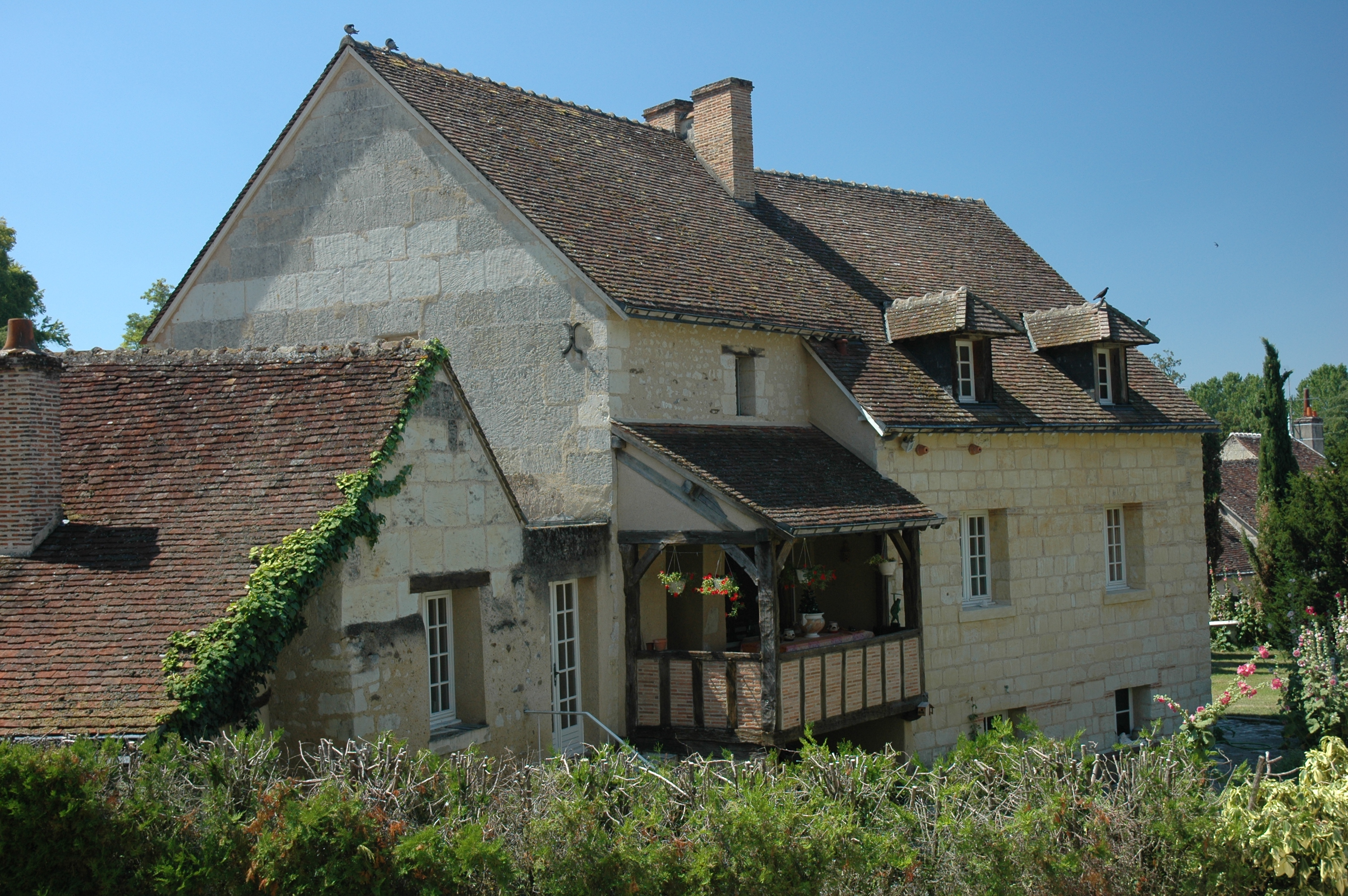
Maison.
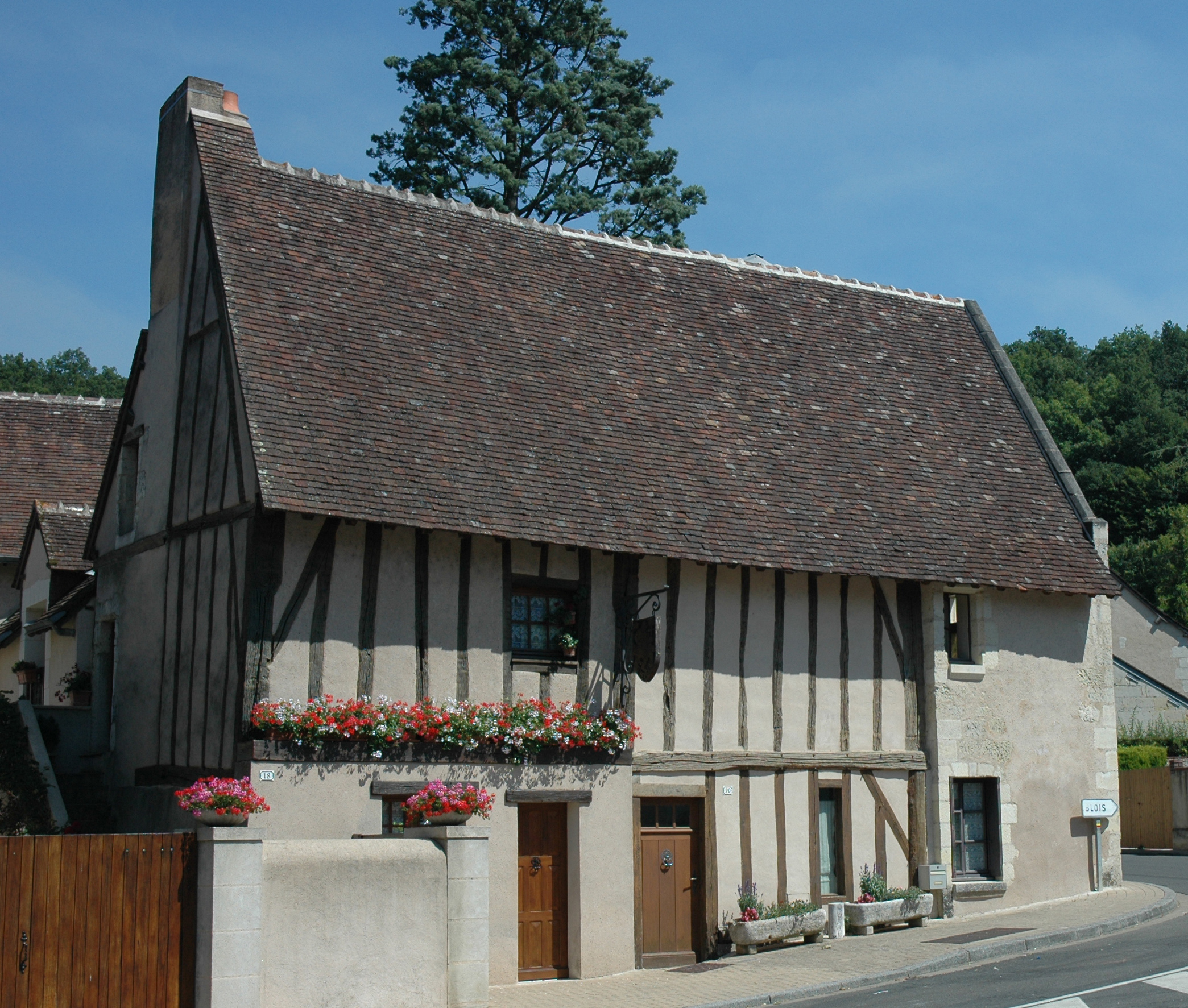
Maison.
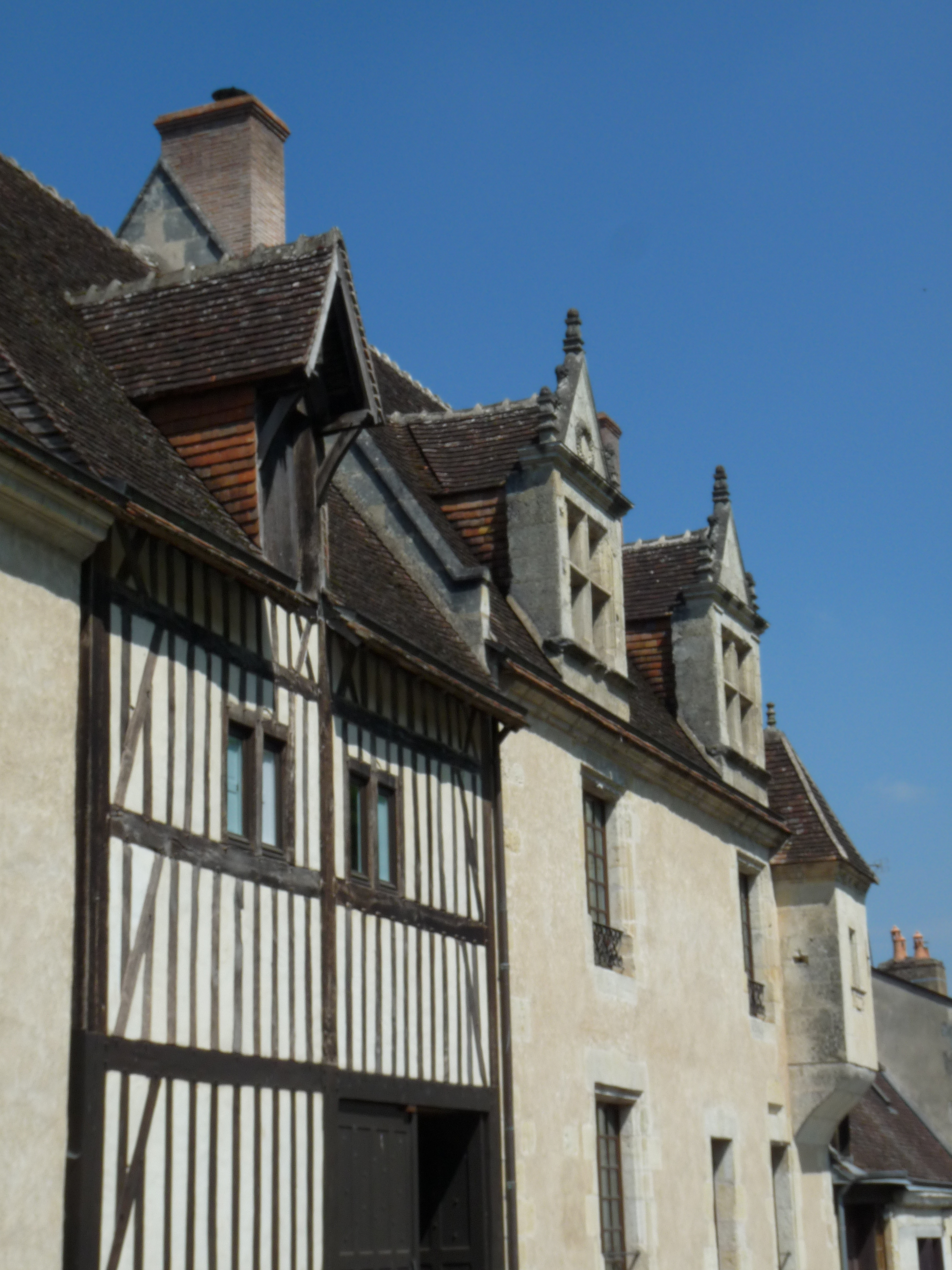
Maison de Florent Tissart.

#### Château

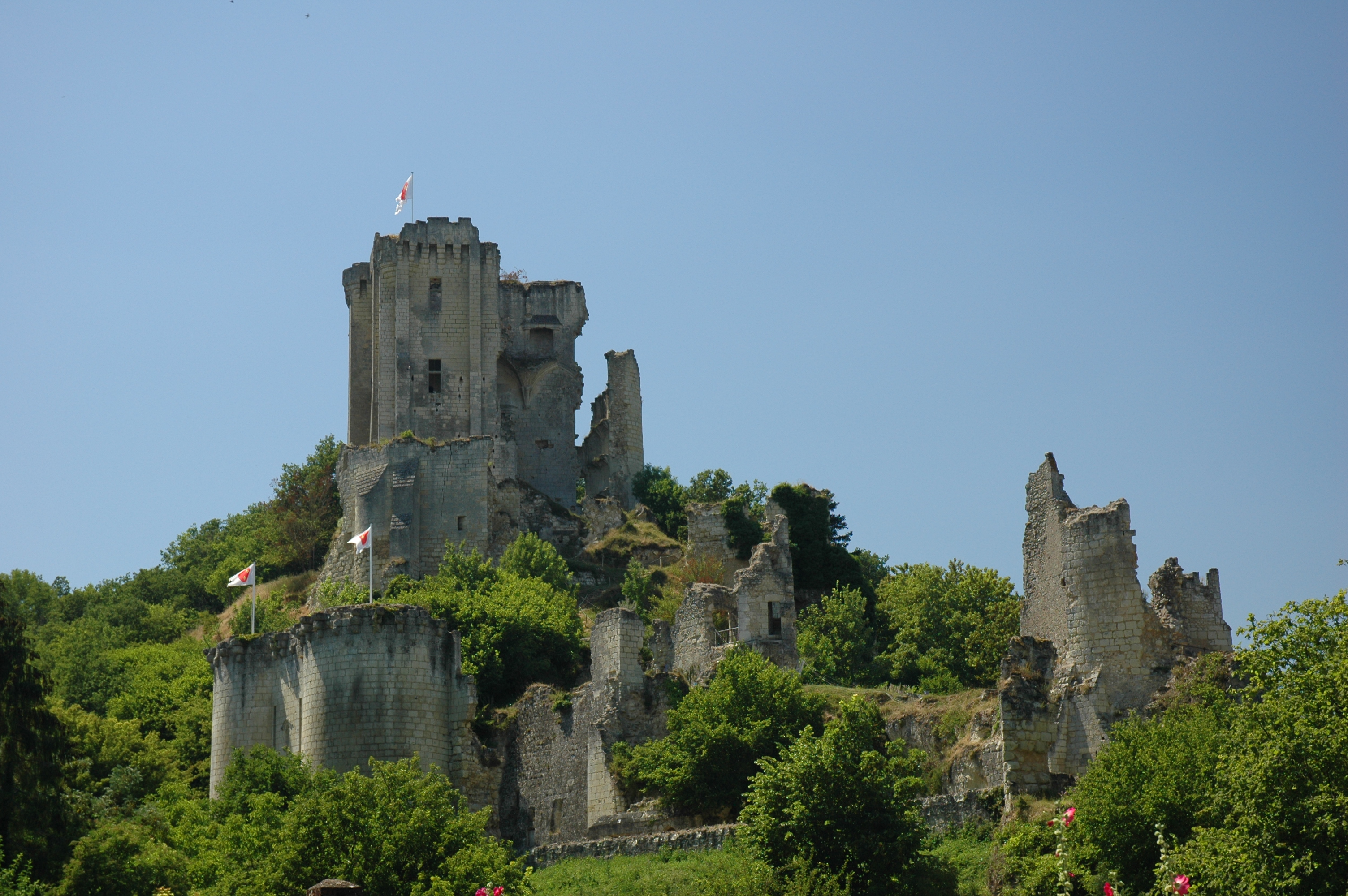
Le château.

Les vestiges du château de Lavardin s'étagent sur un promontoire rocheux, au-dessus du village et du Loir. Construit à partir du début du XIe siècle par les premiers seigneurs de Lavardin, le château sera vendu au comte de Vendôme vers 1130, dont il devint la principale forteresse à partir de la fin du XIIe siècle. Complètement remanié aux XIVe et XVe siècles, il fut enlevé aux Ligueurs en 1589, puis démantelé l'année suivante sur ordre d'Henri IV, duc de Vendôme et roi de France.
Motte de Lavardin
La motte féodale est située à 200 mètres à l'ouest du château du XIIe siècle. Elle mesure 45 mètres de diamètre à la base pour une hauteur de 8 mètres, et surplombe plusieurs demeures troglodytiques aux lieux-dits Les Caves des Vierges et Les vignes du Château.

#### Église romane à fresques

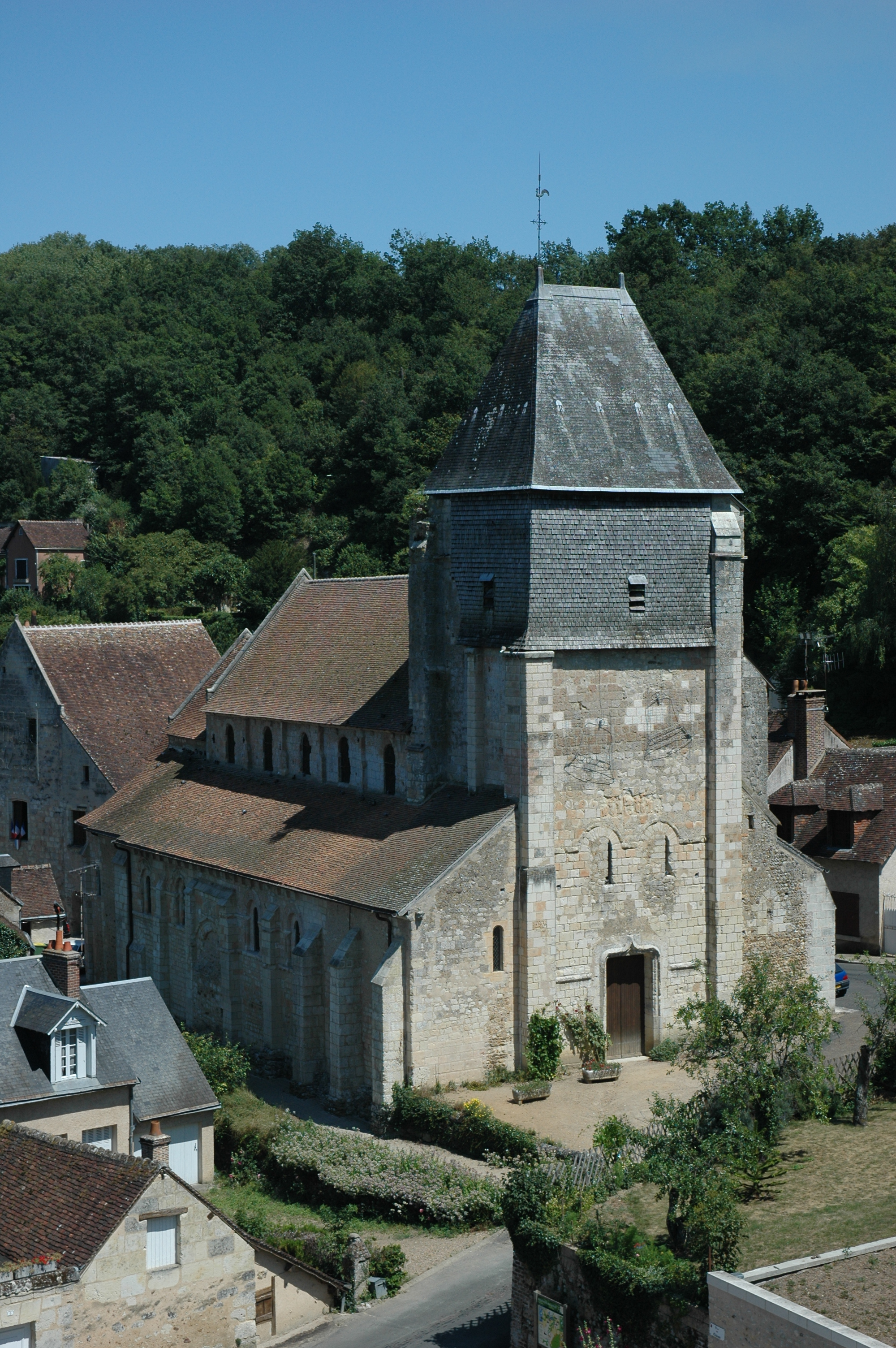
L'église Saint-Genest.

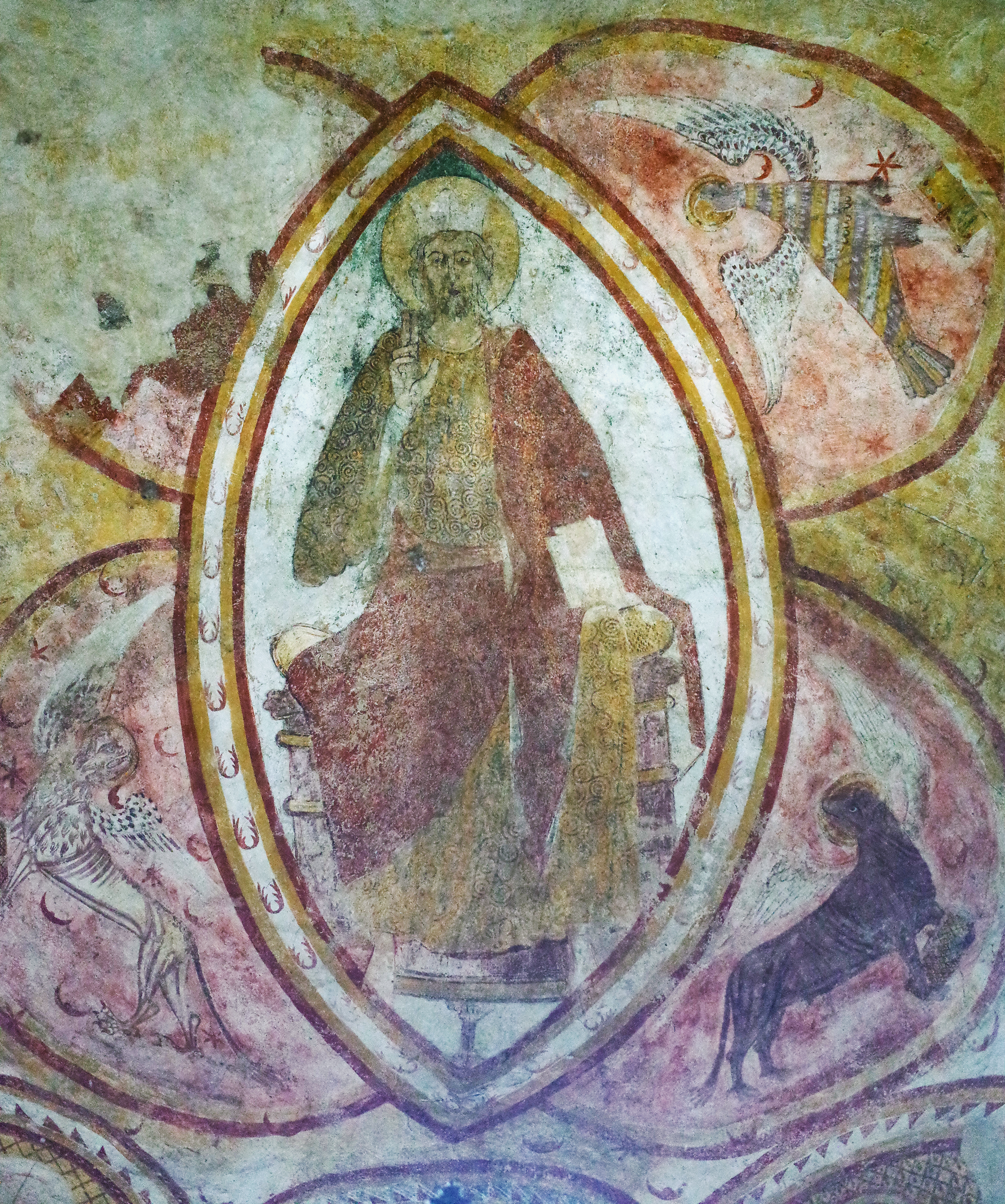
Christ roman dans l'église Saint Genest.

L'église Saint-Genest renferme de superbes fresques et peintures murales,,, bien connues des spécialistes de l'art roman. Malgré l'archaïsme de son architecture et de ses sculptures, il s'agirait d'un édifice homogène de la fin du XIe siècle C'était à l'origine l'église d'un prieuré.
À l'extérieur, deux bas-reliefs : le Christ en gloire sur le clocher-porche, sans doute l'Ascension du Christ au-dessus de la porte nord. Des pierres sculptées et des graffitis mystérieux sont répartis sur le pourtour de l'église. Les fenêtres du bas-côté nord et de l'abside sont richement ornées.
À l'intérieur, les piliers de la nef sont également décorés ; les piliers du chœur sont les plus intéressants par leur archaïsme. On remarque sur le chapiteau sud des quadrupèdes affrontés, sur le chapiteau nord  peut-être saint Benoît et une Vierge Mère. Les fenêtres du bas-côté nord sont ornées. Les fresques et les peintures murales mises au jour au début du XXe siècle par l'abbé Pilté sont remarquables. Elles ont été réalisées entre la fin du XIIe et le début du XVIe siècle, avant d'être badigeonnées à la chaux au XVIIe siècle, lorsque l'art médiéval cessa de plaire. Certaines sont reproduites au musée des Monuments français, à Paris. Les plus anciennes, vraisemblablement de la fin du XIIe siècle, subsistent au nord du chœur ; elles figurent le baptême du Christ et l'Arbre de Jessé. Dans l'abside on remarque un Christ en majesté accosté de quatre symboles évangéliques, dans le chœur, au sud, les scènes de la Passion, au nord le Lavement des pieds, sur la voûte des anges musiciens. Ces fresques datent, pour l'essentiel, des XIIIe et XIVe siècles. Dans l'absidiole sud, des peintures plus récentes, du XVe siècle, représentent notamment le Paradis, l'Enfer, le Purgatoire, saint Christophe. Sur les piliers de la nef, différents saints, dont saint Jacques le Mineur vêtu en pèlerin, du début du XVIe siècle. Les motifs végétaux des chapiteaux situés à l'entrée du chœur sont de rares exemples des peintures qui complétaient la sculpture romane, ou la remplaçaient comme ici.

#### La Cave des Vierges
La cave des Vierges est une « cave-demeurante » troglodytes creusée sur deux étages, et non pas une « grotte druidique » comme l'avait affirmé Jules de Pétigny en 1849. Elle est notamment pourvue d'une cheminée à hotte conique, d'un silo à grains et d'un oratoire qui permettent de la dater du Moyen Âge. Elle pourrait être datée plus précisément par sa cheminée à hotte conique d'un type connu localement aux XIe et XIIe siècles. Deux interprétations sérieuses ont été avancées concernant son utilisation : « reclusage » (ermitage) des moines du prieuré voisin de Saint-Gildéric ; « cave-forte » avec autel en relation avec la tour médiévale élevée au-dessus.
Bibliographie :
- Schweitz (Daniel), « Entre hypothèses celtomanes et interprétations archéologiques : L’invention de la Grotte des Vierges de Lavardin (XIXe – XXe siècles), Bulletin de la Société archéologique du Vendômois, 2020, 119-136.
- Schweitz (Daniel),« La Grotte des Vierges de Lavardin : éléments de datation et d’interprétation d’une cavité aménagée du Moyen Âge », Bulletin de la Société archéologique du Vendômois, 2020, p. 107-118.

#### La rotte aux Biques
Ce chemin ou « rotte » aux chèvres passe devant des caves à vin et des « caves-demeurantes » aménagées dans le coteau qui fait face aux ruines du château. Elle offre une belle vue sur le village et le château.

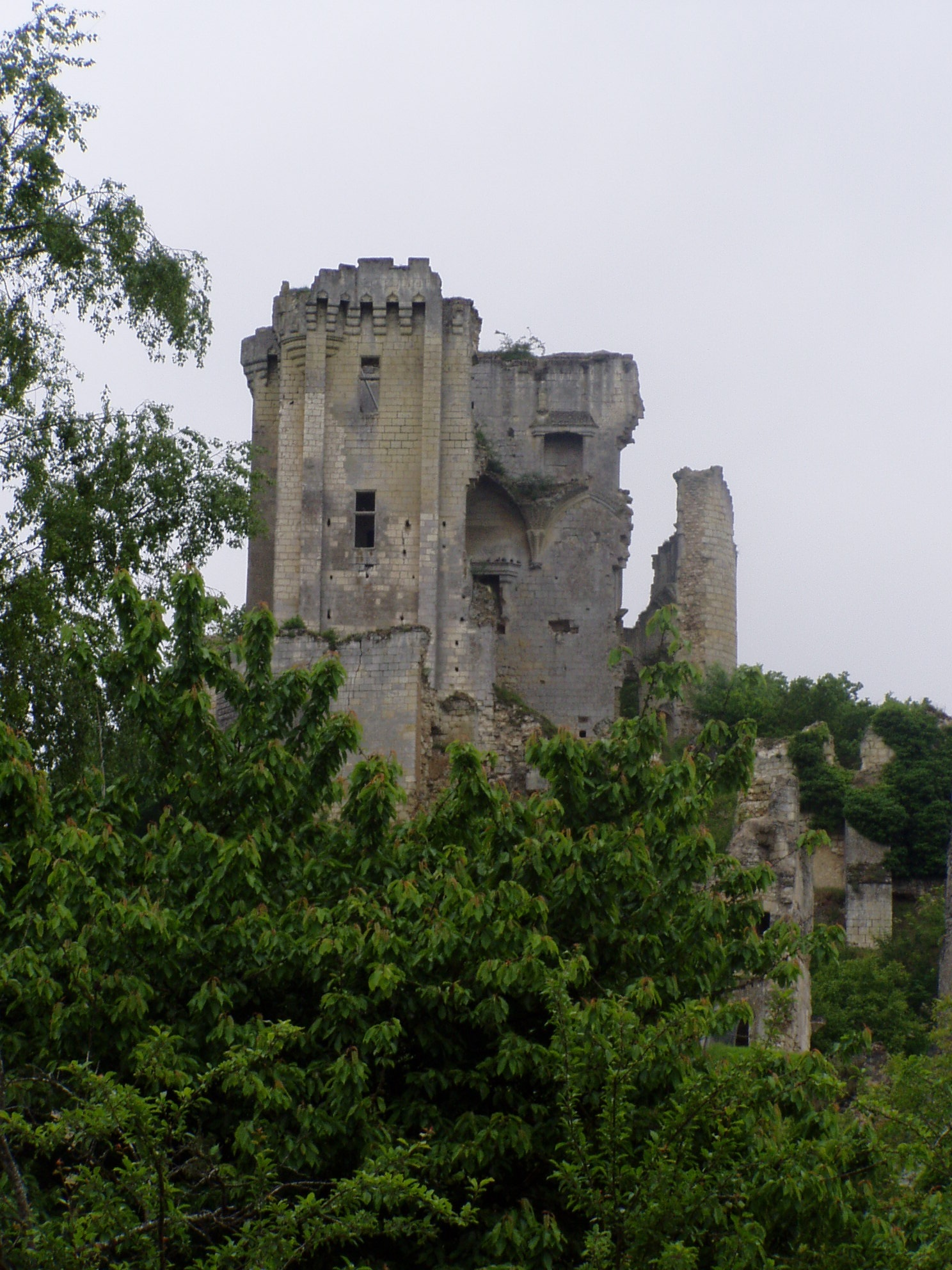
Le château.
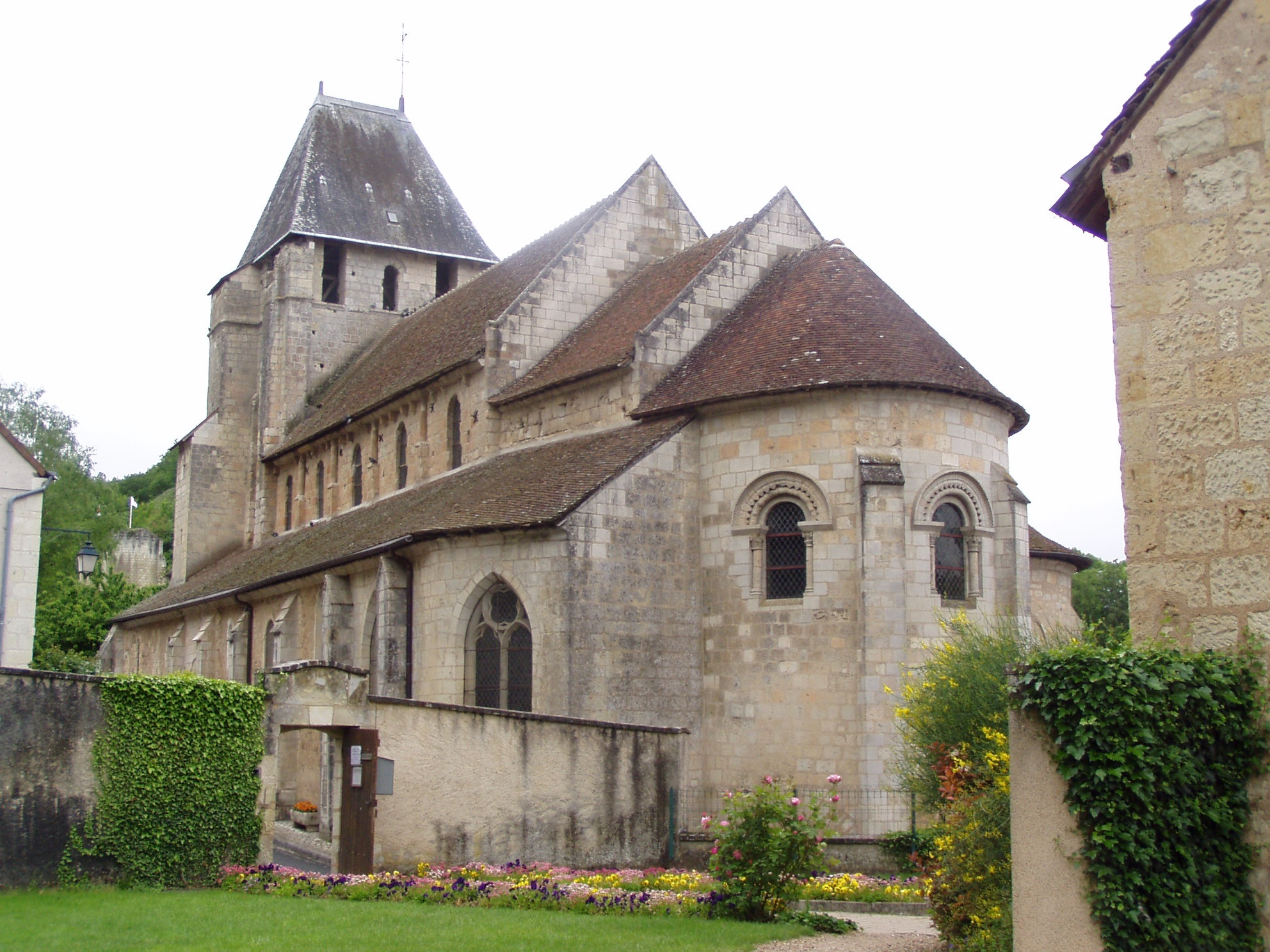
L'église vue du jardin de la mairie.
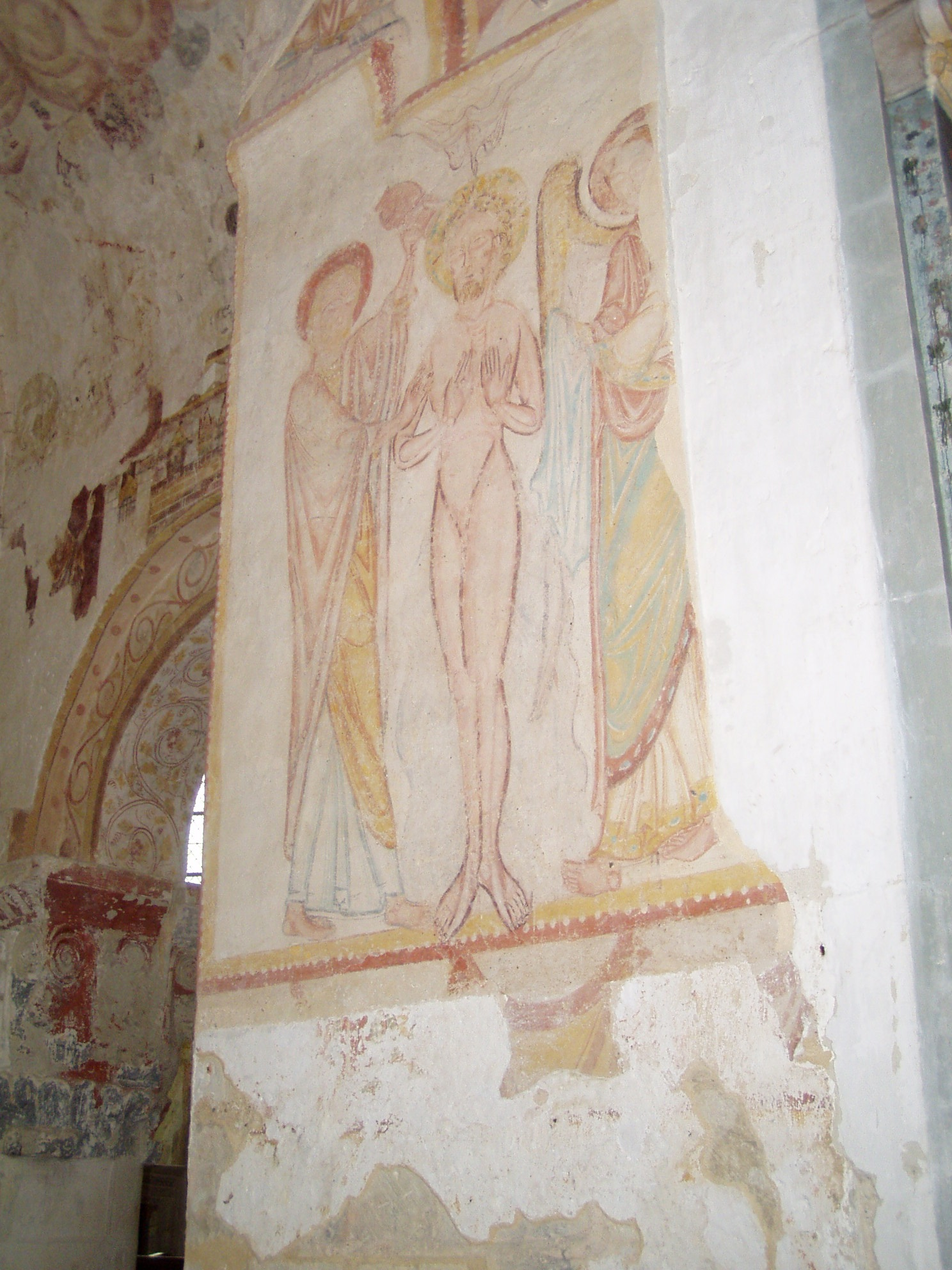
Fresque du XIIe siècle représentant le baptême du Christ.
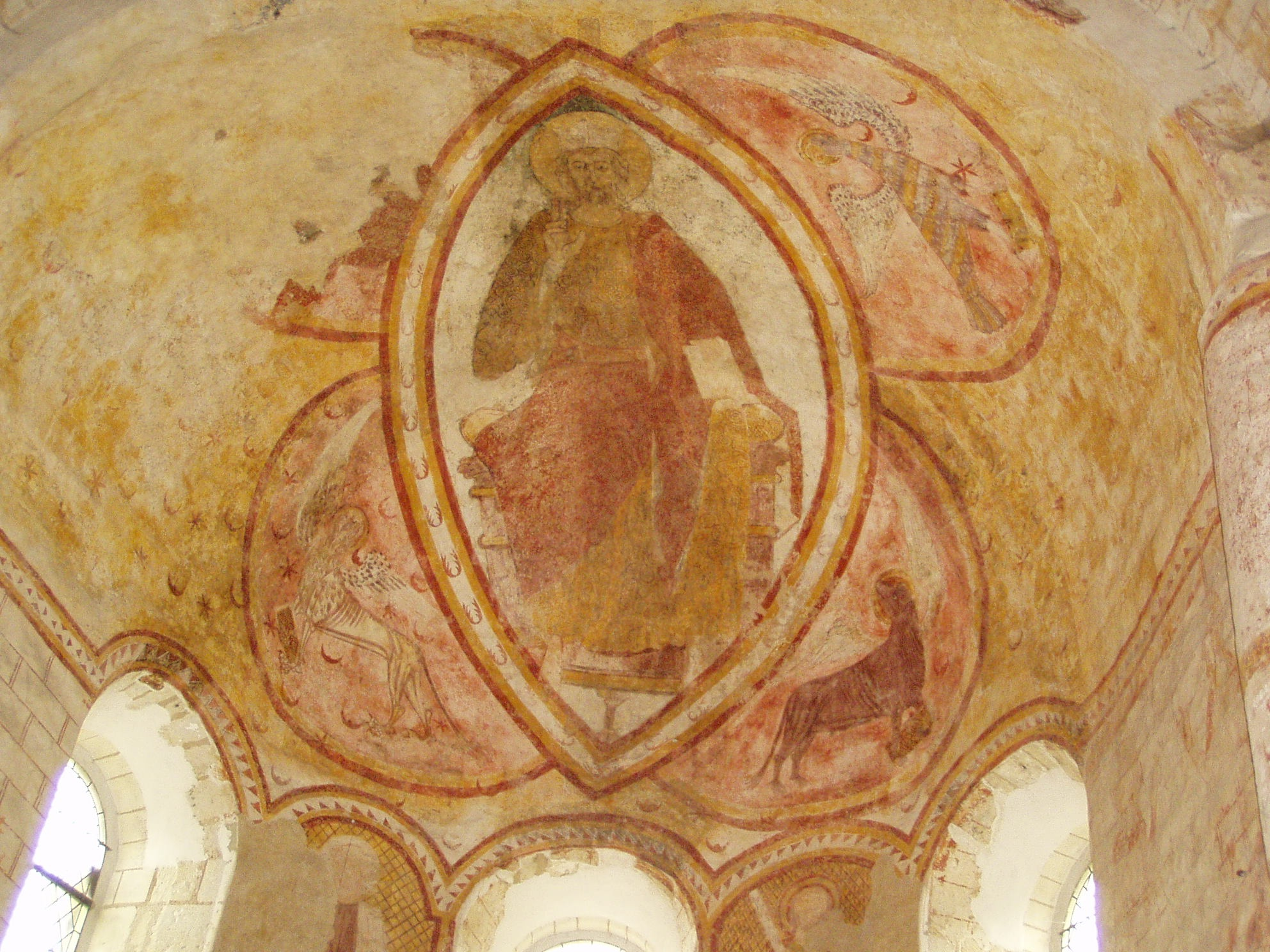
Fresque du chœur, Christ en majesté.

### Héraldique
|  | Les armoiries de Lavardin se blasonnent ainsi : De gueules aux trois fleurs de lys d'or. Armes de la famille de Lavardin (au Maine) postérieurement à la fin du XIVe siècle.. |

## Personnalités liées à la commune
- Hugues de Lavardin, père de Lisois d'Amboise, fondateur de la maison d'Amboise.
- Hildebert de Lavardin, évêque du Mans puis archevêque de Tours, notamment connu pour ses Lettres  XIIe siècle.
- Bouchard VII de Vendôme, comte de Vendôme, décède dans le château.
- Jeanne de Laval, comtesse de Vendôme, meurt dans le château en 1468.
- Jean VIII de Bourbon-Vendôme, comte de Vendôme, se retire dans le château  durant sa disgrâce sous Louis XI, et y décède en 1477.
- François de Bourbon, prince de Conti, fit le siège du château en 1590, au nom d'Henri IV son cousin. C'est à la suite de ce siège que le château est démantelé.
- Alexandre de Salies, auteur de la première étude sur Lavardin en 1865, complétée pour le volume du Congrès archéologique de Vendôme en 1872. Il fut l'un des principaux érudits de la Société archéologique du Vendômois, avant d'être le rédacteur en chef de La France illustrée, journal publié par les Orphelins d'Auteuil[63].
- René Lelong, illustrateur et peintre, décédé à Lavardin en 1933.